# 藤原登子
藤原 登子（ふじわら の とうし/なりこ）、生年不詳 - 天延3年3月29日（975年5月12日））は、平安時代中期の女性。右大臣藤原師輔の次女。母は武蔵守藤原経邦の女盛子。式部卿重明親王の継室。のち村上天皇の後宮に入る。さらに円融天皇の母代りとなり、尚侍に任官。従二位。同母兄弟に伊尹・兼通・兼家、安子（村上天皇中宮）など。継子に徽子女王（村上天皇女御）がいる。貞観殿の尚侍。

## 生涯
天暦2年（948年）11月22日、43歳の重明親王と結婚、継室となる。重明親王の最初の妻は藤原忠平次女・寛子で登子の叔母にあたり、寛子の娘である徽子女王と登子とは同年代であった。親王との間に二女をもうける。
『大鏡』や『栄花物語』によると、同母姉の中宮・安子の引き合わせで村上天皇の宮中に出入りするうちに、天皇はその美貌を忘れがたく、中宮に頼み込んで登子との逢瀬を持っていたという。
天暦8年（954年）9月、夫の重明親王が薨去。ついで、応和4年（964年）4月、姉の中宮安子が崩御すると、村上天皇は登子を宮中に入内させ寵愛した。
登子の入内には、中宮安子の女房や宮達の乳母などから非難をされたが、村上天皇は夜だけでなく朝昼、政務も放棄して登子と愛し合った。また、皇女保子内親王が琴を弾く場にも登子をそばに置いた。(栄花物語)
『(大鏡)御門わりなくこひしとおぼしければ、めしとりていみしく時めかせて給ひて貞観殿の内侍のかみとぞ申しかし。世になくおぼえおはして、こと女御、御息所、妬ねみ給ひしかど、かひなかりけり。これにつけても、九条殿の御さいはひとぞ人申ける。』
(現代語訳:村上天皇は、道理も忘れてしきりに登子を求め、入内させ、世に並びないほど寵愛した。他の女御や御息所たちは登子を妬んだ。「登子の父師輔は登子の入内前に亡くなっているが、登子が帝の寵愛を受けて幸せだろう」と世間の人が言って羨むほどのご寵愛である)
康保4年（967年）5月、村上天皇崩御。親交のあった道綱母の『蜻蛉日記』には、村上天皇の崩御から間もない頃遣り取りした歌として、「おくれじとうきみささぎに思ひ入る 心はしでの山にやあるらむ」が載せられている。
同年9月、新帝・冷泉天皇の皇太子として守平親王（後の円融天皇）が立太子する。『蜻蛉日記』に、登子が「東宮の御親」のような立場であったことが記されており、守平親王の養育を担っていた。円融天皇の即位から間もない、安和2年（969年）9月27日従四位上に叙され、同年10月10日尚侍となる。天禄元年（970年）11月従三位、天延元年（973年）1月従二位に昇叙。天延3年（975年）薨去。